# 紐約外史
《紐約外史》（英語：A History of New York）是美國作家華盛頓·歐文描寫紐約市歷史的諷刺性著作，以「迪德里希·尼克博克」的筆名在1809年出版。

## 出版
歐文出版這本著作前為引起公眾注意，在報紙上刊登尋找荷蘭老歷史學家迪德里希·尼克博克的尋人啟事，稱尼克博克只留下了債務和一本書《紐約外史》。大眾很快對此事感到興趣，歐文便藉機以「迪德里希·尼克博克」為筆名出版《紐約外史》，果然大獲成功:69。

## 文化影響
在《紐約外史》中，歐文將聖尼古拉斯描寫為一個抽煙斗、駕駛飛天馬車、四處送乖小孩禮物的老人，這影響了現代耶誕老人的形象。